# Елба (Минесота)
Елба (енгл. Elba) град је у америчкој савезној држави Минесота.

## Демографија
По попису из 2010. године број становника је 152, што је 62 (-29,0%) становника мање него 2000. године.
| Група             | 2000.       | 2010.       |
| Белци             | 211 (98,6%) | 147 (96,7%) |
| Афроамериканци    | 0 (0,0%)    | 0 (0,0%)    |
| Азијати           | 0 (0,0%)    | 0 (0,0%)    |
| Хиспаноамериканци | 3 (1,4%)    | 5 (3,3%)    |
| Укупно            | 214         | 152         |